# Cophophlebia olivata
Cophophlebia olivata är en fjärilsart som beskrevs av W. Warren 1897. Cophophlebia olivata ingår i släktet Cophophlebia och familjen mätare. Inga underarter finns listade i Catalogue of Life.